# Murad II Bey
Murad II Bey (... – Il Bardo, 1675) è stato il terzo Bey di Tunisi. 